# Binnenbodden von Rügen
Binnenbodden von Rügen este o arie protejată (arie de protecție specială avifaunistică — SPA) din Germania întinsă pe o suprafață de 20.724 ha, integral pe uscat.

## Localizare
Centrul sitului Binnenbodden von Rügen este situat la coordonatele 54°31′46″N 13°21′36″E / 54.5294°N 13.36°E.

## Înființare
Situl Binnenbodden von Rügen a fost declarat arie de protecție specială avifaunistică în aprilie 2008 pentru a proteja 74 de specii de animale.

## Biodiversitate
Situată în ecoregiunea continentală, aria protejată nu include niciun habitat protejat.
La baza desemnării sitului se află mai multe specii protejate de  păsări (74): fluierar de munte (Actitis hypoleucos), pescăruș albastru (Alcedo atthis), rață sulițar (Anas acuta), rață lingurar (Anas clypeata), rață mică (Anas crecca crecca), rață fluierătoare (Anas penelope), Anas platyrhynchos platyrhynchos, rață cârâitoare (Anas querquedula), Anas strepera strepera, Anser albifrons albifrons, gâscă cenușie (Anser anser), gâscă de semănătură (Anser fabalis), rață-cu-cap-castaniu (Aythya ferina), rața moțată (Aythya fuligula), Aythya marila, Branta leucopsis, Bucephala clangula, fugaci de țărm (Calidris alpina), prundaș gulerat mare (Charadrius hiaticula), chirighiță neagră (Chlidonias niger), barză albă (Ciconia ciconia ciconia), erete de stuf (Circus aeruginosus), erete cenușiu (Circus pygargus), Clangula hyemalis, prepeliță (Coturnix coturnix), cristeiul de câmp (Crex crex), Cygnus columbianus bewickii, lebădă de iarnă (Cygnus cygnus), lebădă de vară (Cygnus olor), ciocănitoare neagră (Dryocopus martius), egretă albă (Egretta alba), presură sură (Emberiza calandra), Falco peregrinus peregrinus, vânturel roșu (Falco tinnunculus), Fulica atra atra, Grus grus grus, scoicar (Haematopus ostralegus), codalb (Haliaeetus albicilla), sfrâncioc roșiatic (Lanius collurio), sfrâncioc mare (Lanius excubitor excubitor), pescăruș sur (Larus canus), Larus marinus, pescăruș-cu-cap-negru (Larus melanocephalus), pescăruș mic (Larus minutus), pescăruș râzător (Larus ridibundus), ciocârlie de pădure (Lullula arborea), ferestraș mic (Mergus albellus), Mergus merganser merganser, Mergus serrator, gaia roșie (Milvus milvus), muscar sur (Muscicapa striata), pietrar sur (Oenanthe oenanthe), vultur pescar (Pandion haliaetus), Phalacrocorax carbo sinensis, notatița cu ciocul subțire (Phalaropus lobatus), bătăuș (Philomachus pugnax), codroșul de pădure (Phoenicurus phoenicurus), Podiceps cristatus cristatus, Porzana parva parva, cresteț pestriț (Porzana porzana), ciocântors (Recurvirostra avosetta), lăstun de mal (Riparia riparia), sitar de pădure (Scolopax rusticola), eider (Somateria mollissima), chiră mică (Sterna albifrons), pescăriță mare (Sterna caspia), chiră de baltă (Sterna hirundo), chiră de mare (Sterna sandvicensis), turturică (Streptopelia turtur), silvie porumbacă (Sylvia nisoria), călifar alb (Tadorna tadorna), fluierar de mlaștină (Tringa glareola), fluierarul cu picioare roșii (Tringa totanus), nagâț (Vanellus vanellus).